# Amrita Acharia

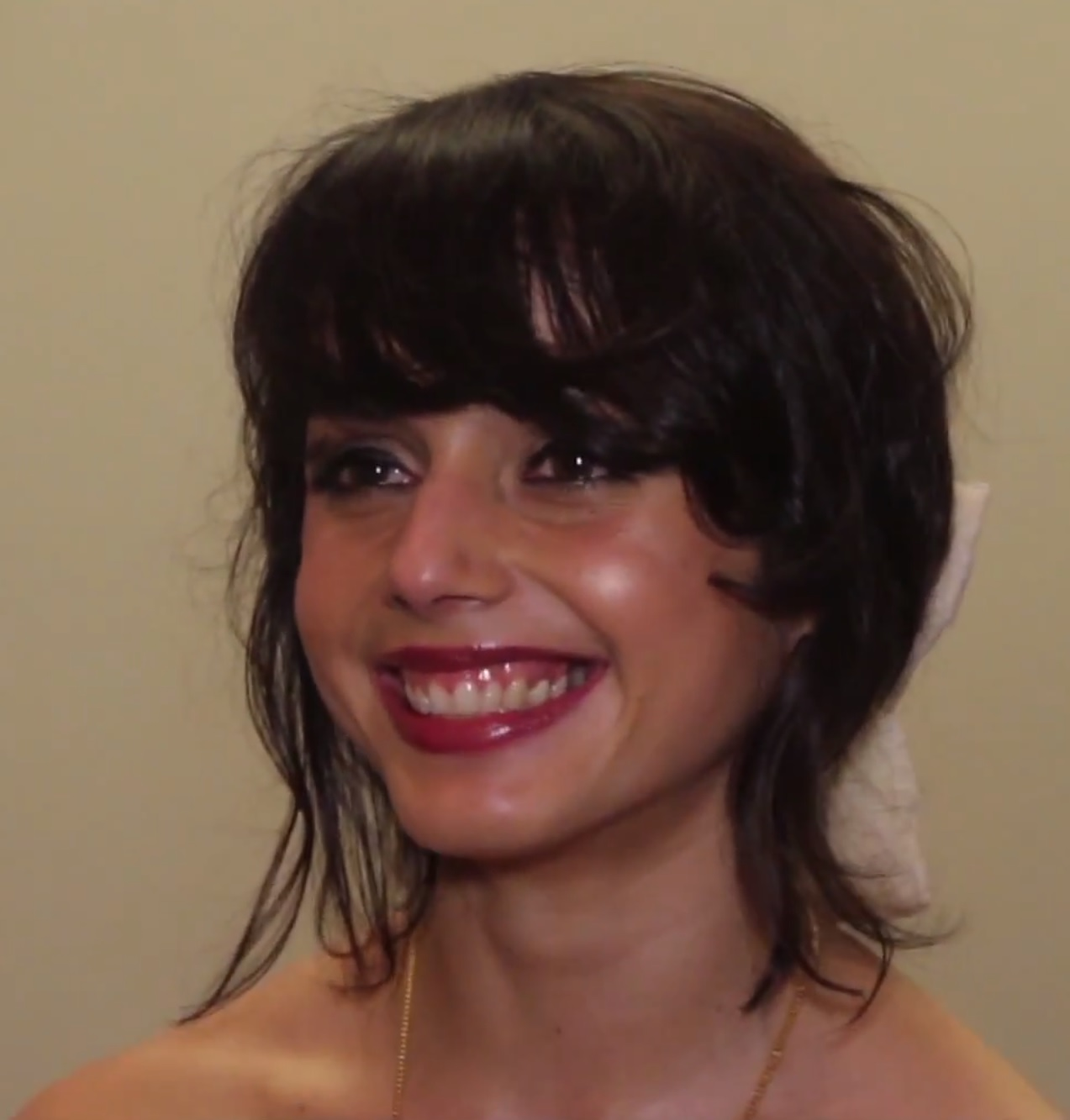
Amrita Acharia, 2014

Amrita Acharia (Nepali: अमृता आचार्य, * 24. Dezember 1990 in Katmandu) ist eine nepalesisch-ukrainische Schauspielerin.

## Leben und Karriere
Amrita Acharia wurde in Katmandu, Nepal geboren. Sie ist das Kind eines Nepalesen und einer Ukrainerin. Im Alter von sechs Jahren zog sie mit ihrer Familie nach England. Heute lebt ein Großteil ihrer Familie in Norwegen, wo ihr Vater als Gynäkologie-Professor an der Universität Tromsø lehrt. Nach dem Abschluss der Schule in Norwegen ging sie nach England, um sich der Schauspielerei zuzuwenden. Acharia spricht fließend Englisch, Nepali, Ukrainisch, Russisch und Norwegisch.
Bekanntheit erlangte sie vor allem durch die Verkörperung des dothrakischen Mädchens Irri in der Erfolgsserie Game of Thrones, die sie von 2011 bis 2012 spielte. Neben weiteren Auftritten in britischen Fernsehserien ist sie in jüngerer Vergangenheit auch häufiger in norwegischen Produktionen zu sehen.

## Filmografie (Auswahl)
- 2010: Casualty (Fernsehserie)
- 2011: Doctors (Seifenoper)
- 2011: The Devil’s Double
- 2011–2012: Game of Thrones (Fernsehserie, 13 Episoden)
- 2013: Jeg er din
- 2014: Dead Snow: Red vs. Dead
- 2014: Camouflage
- 2015: Amar Akbar & Tony
- 2016: Arrivals
- 2016: Lifjord – Der Freispruch (Fernsehserie, 8 Episoden)
- 2017: Sasural
- 2017: Red Dwarf (Fernsehserie, Episode 12x03)
- seit 2017: The Good Karma Hospital (Fernsehserie)
- 2018: Sibi and Dan (Fernsehfilm)
- 2018: Welcome to Curiosity
- 2018: White Chamber
- 2019: Mister Link – Ein fellig verrücktes Abenteuer (Missing Link)
- 2020: The Sister (Because the Night, Miniserie, 4 Episoden)
- 2022: The Serpent Queen (Fernsehserie)